# Farouk Jelassi
Farouk Jelassi (arab. فاروق الجلاصي ;ur. 8 czerwca 2000) – tunezyjski zapaśnik walczący w stylu wolnym. 
Brązowy medalista igrzysk panarabskich w 2023. Złoty medalista mistrzostw Afryki w 2023, srebrny w 2025; czwarty w 2019. Trzeci na mistrzostwach śródziemnomorskich w 2018. Srebrny medalista mistrzostw arabskich w 2018 i brązowy w 2024. Dziesiąty na igrzyskach frankofońskich w 2023. Wicemistrz Afryki kadetów w 2017 roku.